# Ст. 206 ч. 2
Ст. 206 ч. 2 — четвёртый студийный, хулиганский (по выражению самих музыкантов), альбом рок-группы «Алиса», что и отражено в названии (статья 206 действовавшего в 1989 году Уголовного Кодекса РСФСР — «хулиганство», часть 2 — «злостное хулиганство»).
В альбом, кроме песен Кинчева, вошло множество треков, написанных Петром Самойловым («Сумасшедший дом», «Голубой банщик», «Прозаик» и др). Для компакт-диска, изданного в 1994 году, были записаны две песни Святослава Задерия (автор текста Олег Котельников).

## История создания
Основная часть «Ст. 206, ч. 2» писалась параллельно «Шестому лесничему» и являлась реакцией группы на почти годичную травлю со стороны официальных властей. Идея записать этот альбом возникла после того, как осталось несколько песен, которые не вошли в «Шестой лесничий». Этот материал имел длительность около двадцати минут, и для того, чтобы получился полноценный альбом, были добавлены песни, написанные Петром Самойловым. Из всех композиций, вошедших в «Ст. 206 ч. 2.», лишь восемь принадлежали перу Константина Кинчева («Армия жизни», «Атеист», «Плод», «Поллюционный сон», «Нет войне», «Света», «Снова в Америке», «Всё это рок-н-ролл»).
Альбом был издан только в 1994 году, после того как была найдена его мастер-запись (ранее считавшаяся утраченной), и ею заинтересовалась выпускающая компания. Тогда же к оригинальному материалу были дозаписаны 4 песни на репетиционной точке группы в ДК Пищевиков («Плод», «Черта», «Поллюционный сон», «Танец на палубе тонущего корабля»). Принято считать, что «хулиганский» альбом полностью оправдывает своё название: в Уголовном Кодексе РСФСР статья 206 означала хулиганство.
Песню «Всё это рок-н-ролл» долгое время преследовал злой рок. После того, как оригинал данного альбома был утерян, она была переписана для двойного концертного альбома «Шабаш», но из-за лимита времени, именно её пришлось исключить с вышедшего позднее компакт-диска. Впервые на CD носителе она появилась на сборнике «Легенды русского рока».
Песня «Танец на палубе тонущего корабля» исполнялась на концертах в 1984 году ещё до прихода Кинчева (позже вышла в альбоме «Кривозеркалье»). Песня «Черта» принадлежит тем же авторам, Задерию и Котельникову.
Короткий трек «Чунга-чанга», скорее всего, адресован группе «Секрет», так его текст частично повторяет и пародирует слова их песни «Алиса». Песня «Птица Марабу», скорее всего, является пародией на Бориса Гребенщикова.
Нина Барановская — автор книги «Константин Кинчев» — утверждала, что едкий сарказм песни «Снова в Америке» адресовался также Борису Гребенщикову за его американский контракт.

## Список композиций
| №                   | Название                           | Текст песни         | Музыка              | Длительность |
| ------------------- | ---------------------------------- | ------------------- | ------------------- | ------------ |
| 1.                  | «Армия жизни»                      | Константин Кинчев   | Кинчев              | 4:42         |
| 2.                  | «Чик-чик-чик»                      | Пётр Самойлов       | Самойлов            | 0:56         |
| 3.                  | «Атеист»                           | Кинчев              | Андрей Шаталин      | 2:50         |
| 4.                  | «Сумасшедший дом»                  | Самойлов            | Самойлов            | 1:03         |
| 5.                  | «Плод»                             | Кинчев              | Кинчев              | 4:19         |
| 6.                  | «Птица марабу»                     | Самойлов            | Самойлов            | 1:51         |
| 7.                  | «Снова в Америке»                  | Кинчев, Самойлов    | Шаталин             | 4:06         |
| 8.                  | «Света» (Туши свет)                | Кинчев, Самойлов    | Кинчев, Самойлов    | 2:04         |
| 9.                  | «Прозаик»                          | Самойлов            | Самойлов            | 1:39         |
| 10.                 | «Черта»                            | Олег Котельников    | Святослав Задерий   | 2:39         |
| 11.                 | «Дятел»                            | Самойлов            | Самойлов            | 1:17         |
| 12.                 | «Нет войне»                        | Кинчев              | Кинчев              | 2:41         |
| 13.                 | «Чунга-Чанга»                      | Самойлов            | Самойлов            | 0:24         |
| 14.                 | «Поллюционный сон»                 | Кинчев              | Кинчев              | 3:14         |
| 15.                 | «Голубой банщик»                   | Самойлов            | Самойлов            | 1:46         |
| 16.                 | «Всё это рок-н-ролл»               | Кинчев              | Кинчев              | 5:33         |
| 17.                 | «Танец на палубе тонущего корабля» | Котельников         | Задерий             | 3:53         |
| Общая длительность: | Общая длительность:                | Общая длительность: | Общая длительность: | 45:06        |

## Музыканты
- Константин Кинчев — вокал;
- Пётр Самойлов — акустическая гитара, бас, вокал;
- Андрей Шаталин — рояль, лидер- и ритмгитара;
- Павел Кондратенко — клавиши;
- Александр Журавлёв — саксофон;
- Михаил Нефёдов — ударные.